# Weissmies
Le Weissmies est un sommet de  4 017 mètres d'altitude des Alpes valaisannes en Suisse. Avec le  Fletschhorn (3 986 mètres) et le Lagginhorn (4 010 mètres), il forme un chaînon de trois sommets, à l'est de la vallée de Saas. En randonnée, le tour de ce chaînon débute à la Weissmieshütte à une altitude de 2 726 mètres.
Son nom vient du dialecte Mies, qui a la même signification que Moos, c’est-à-dire « mousse » ; Weissmies signifie donc « mousse blanche ».
Par faible enneigement, la voie la plus facile part de Saas Almagell à la Almagellerhütte (refuge Almagell) et de là au sommet par le versant méridional. Crampons et piolet sont toujours nécessaires. Néanmoins, cette ascension ne requiert pas de capacité technique particulière et est donc relativement abordable.
Il est attesté que, par une journée exceptionnellement claire, on peut avec des jumelles apercevoir depuis le sommet du Weissmies le clocher de la cathédrale de Milan.

## Premières ascensions
- 1855 : Triftgrat (versant Saas-Almagell) en août par Jakob Christian Heusser et Peter Josef Zurbriggen.
- 1876 : face est le 17 octobre par J. A. Peebles, E. P. Jackson, Margaret Jackson avec les guides Peter Schlegel, Ulrich Rubi et Jean Martin.
- 1884 : face sud par C. H. Wilson, Alexander Burgener, Joseph Furrer.
- 1884 : arête nord par W. H. et Miss E. Paine avec Theodor Andenmatten et Johann Peter Zurbriggen (voie classique).
- 1986 : face nord-ouest directe « via Andrea » par J. Straub et H. Rothwangl.

## Accès
L'accès aux voies du Weismies se fait par la Berghaus Hochsaas - Weissmieshütte ou par le Almagellerhütte (refuge Almagell).

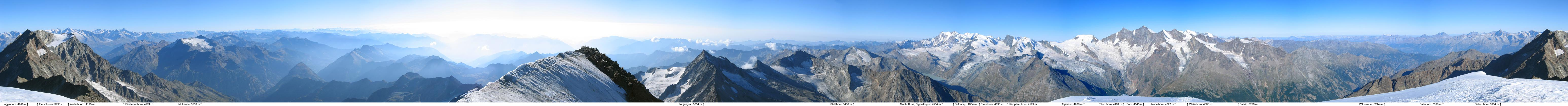
Vue circulaire du sommet du Weissmies.